# Centre Natació Mataró
Centre Natació Mataró é um clube de natação e polo aquático espanhol da cidade de Mataró, Barcelona. atualmente na Divisão de Honra.'

## História
O Centre Natació Mataró foi fundado em 1932.

## Títulos
- LEN Trophy Women
  - 2016